# Волк и семеро козлят (мультфильм)
«Волк и семеро козлят» — советский рисованный мультфильм, созданный в 1957 году режиссёром-мультипликатором Петром Носовым на киностудии «Союзмультфильм» по мотивам одноимённой русской народной сказки.

## Сюжет
Однажды Козе нужно было срочно отлучиться из дома. Переживая за своих деток, она наказывает Козлятам не открывать дверь никому, кроме неё самой. А чтобы они её узнали, Коза научила их простой песенке, по которой Козлята сразу смогли бы опознать свою маму.
Но злой голодный Волк подслушал их разговор и решил похитить Козлят, пустившись на хитрость. Он попросил Медведя, лесного кузнеца, сделать ему тоненький голосок, чтобы обмануть Козлят.
Козлята «попались на удочку» и впустили Волка в дом. Волк схватил их, положил в мешок и понёс в свою избушку, но одному козлёнку удалось спрятаться в печке. Но Коза всё же смогла вернуть остальных своих деток обратно и с помощью лесных жителей, в том числе и кузнеца Медведя, проучить злого Волка.

## Создатели
| Автор сценария             | Николай Абрамов |
| Кинорежиссёр               | Пётр Носов |
| Композитор                 | Артемий Айвазян |
| Художники-постановщики:    | Игорь Знаменский, Василий Рябчиков, Владимир Арбеков |
| Кинооператор               | Екатерина Ризо |
| Звукооператор              | Георгий Мартынюк |
| Художники-мультипликаторы: | Елизавета Комова, Вячеслав Котёночкин, Лидия Резцова, Фаина Епифанова, Кирилл Малянтович, Владимир Пекарь, Борис Чани, Дмитрий Белов, Игорь Подгорский, Борис Бутаков, Михаил Ботов |

## Роли озвучивали
- Юлия Юльская — Коза/Козлёнок/Зайчушка в синих шортах,
- Георгий Вицин — Дятел,
- Леонид Пирогов — Медведь,
- Владимир Володин — Волк,
- Маргарита Корабельникова — Зайчонок в красных штанишках.